# 9232 Miretti
A 9232 Miretti (ideiglenes jelöléssel 1997 BG8) a Naprendszer kisbolygóövében található aszteroida. Vittorio Goretti fedezte fel 1997. január 31-én.